# 坦普爾頓鎮區 (密蘇里州艾奇遜縣)
坦普爾頓鎮區（英語：Templeton Township）是位於美國密蘇里州艾奇遜縣的一個行政鎮區。

## 地方資料
坦普爾頓鎮區的面積為65.64平方千米，當中陸地面積為64.33平方千米，而水域面積為1.31平方千米。根據2020年美國人口普查的數據，當地共有人口86人，而人口密度為每平方千米1.31人。